# یواس‌اس جی دبلیو بلانت (۱۸۶۱)
یواس‌اس جی دبلیو بلانت (۱۸۶۱) (به انگلیسی: USS G. W. Blunt (1861)) یک کشتی بود که طول آن 76' 6" بود.